# NGC 3119
NGC 3119 is een compact sterrenstelsel in het sterrenbeeld Leeuw. Het hemelobject werd op 14 december 1863 ontdekt door de Duitse astronoom Albert Marth.

## Synoniemen
- ZWG 93.45
- NPM1G +14.220
- PGC 29381